# 詹姆斯·布雷迪新聞簡報室
詹姆斯·布雷迪新聞簡報室（英語：James S. Brady Press Briefing Room），亦被簡稱為白宮新聞簡報室或白宮新聞發佈廳，位於美國白宮西廂，是美國白宮新聞秘書向新聞媒體做簡報和美國總統有時用於解決新聞界和政府之間的問題。新聞簡報室內的座次安排由白宮記者協會與白宮新聞秘書辦公室共同商定安排。

## 歷史
1969年，為了容納來白宮採訪的記者不斷增加的人數，尼克松總統下令將原本由優生優育基金會捐贈給羅斯福總統的室內游泳池改造成新的新聞簡報室，使得新聞簡報室的面積擴大了一倍。
2000年，這間新聞簡報室以隆納·雷根政府時期的白宮新聞秘書詹姆斯·布雷迪的名字命名為“詹姆斯·布雷迪新聞簡報室”。詹姆斯·布雷迪在1981年的里根總統遇刺案中不幸遭受槍擊導致終生殘疾。

### 裝修改造
2005年12月，白宮宣佈其有意改造日益老化的新聞簡報室和頗為侷促的白宮記者協會辦事處。2006年8月2日，舊新聞簡報室的最後一場白宮記者會召開，小布什總統特意擔任了最後記者會的主持人。在這場記者會上，小布什總統特意邀請了前幾任白宮新聞秘書回來參與典禮。但是記者們卻擔心自己是否還會被允許返回白宮。在新聞簡報室裝修期間，白宮會議中心被臨時征用為替代用新聞簡報室。

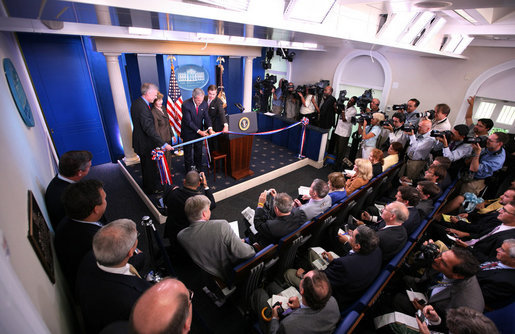
2007年7月11日，小布什總統參加新新聞簡報室的揭幕儀式

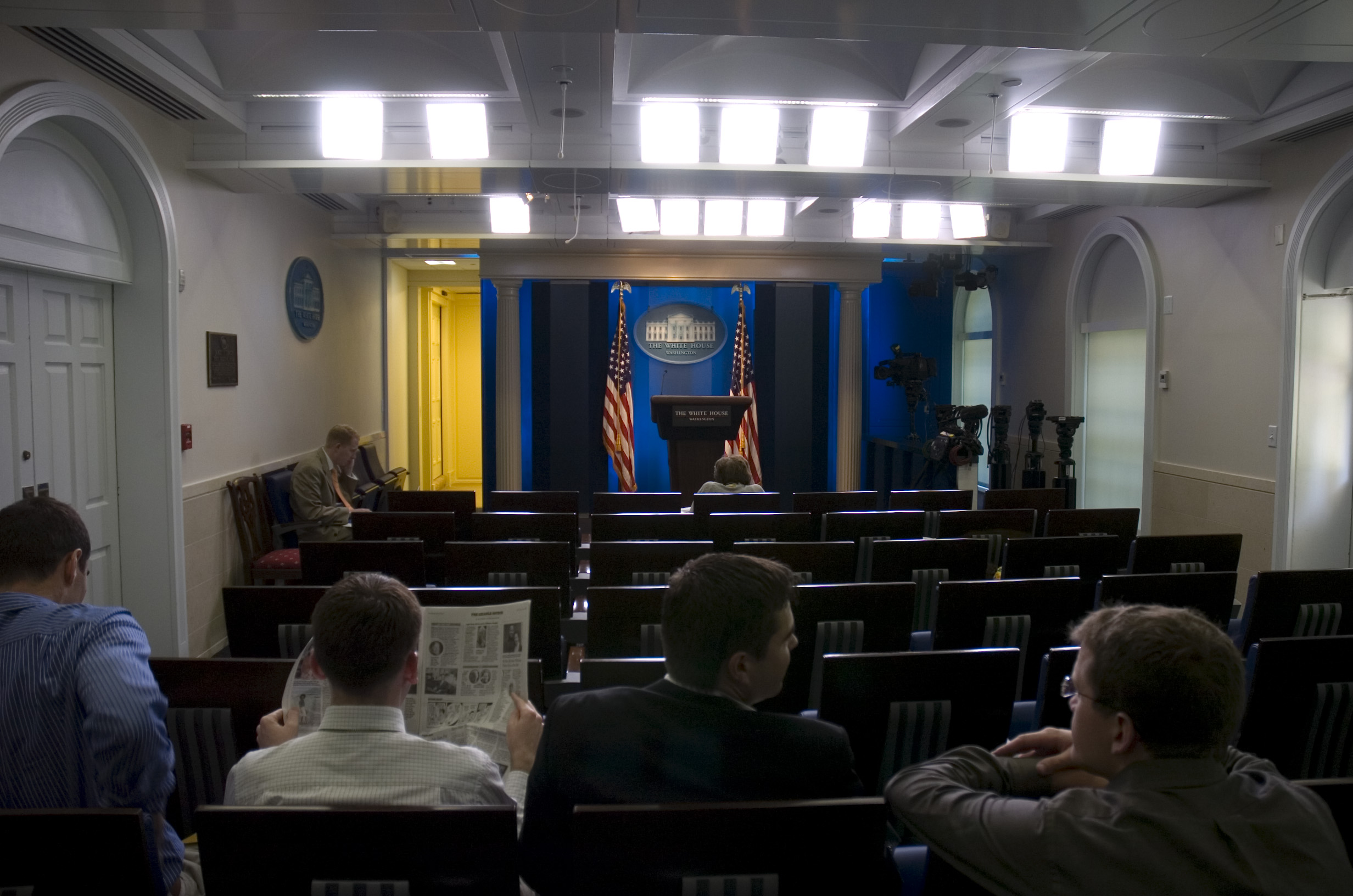
2007年7月13日，白宮早間新聞通報會前的白宮記者

2007年7月11日，小布什總統參與了全新裝修后的新聞簡報室的剪綵儀式。就在小布什總統主持的首場新聞發佈會的第二天，美國政府通過新聞簡報室向媒體通報了對伊拉克政府的戰爭進程。針對新聞簡報室的現代化改造共計花費了850万美元，其中由媒體捐助了其中的250萬美元，其餘則是由納稅人支付。而根據媒體的捐款數額計算，白宮新聞簡報室內每個坐席的售價高達1500美元。原本位於新聞簡報室下方的室內游泳池現在已經改造成一個現代化的計算機伺服器機房。
新的新聞簡報室與舊的新聞簡報室的最大區別在于背景的變化，現在的背景燈光更加柔和，而且屏幕兩側的藍色背景被兩根仿造的圓柱所替代。新的主持平台還包含了一個可以提供視頻電話會議的多媒體顯示器。與此同時，為了安全起見，原本通往游泳池的暗門被改造為一個不顯眼的樓梯，而這個樓梯是不對參觀者開放的。
儘管新聞簡報室有諸多對其空間不足的投訴，但是新的新聞簡報室僅僅比舊的新聞簡報室多增加了一個座位而已。

## 座次
詹姆斯·布雷迪新聞簡報室的記者座次安排是由美國白宮記者協會主導組織，而不是由美國白宮新聞工作人員負責。

## 外部連結
- 白宮新聞簡報室 （页面存档备份，存于）（英文）